# Popcorn

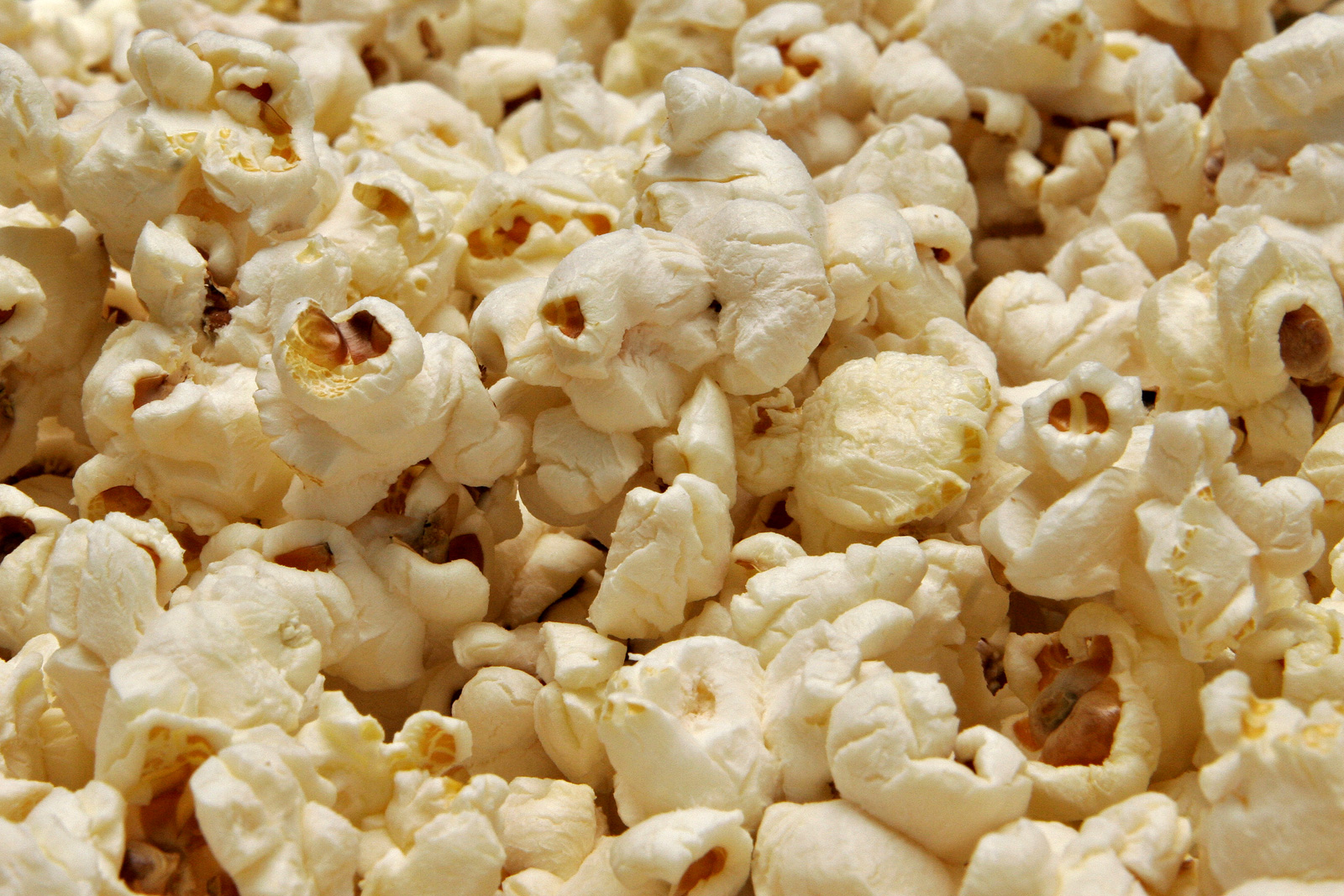
Uprażone ziarna kukurydzy – popcorn

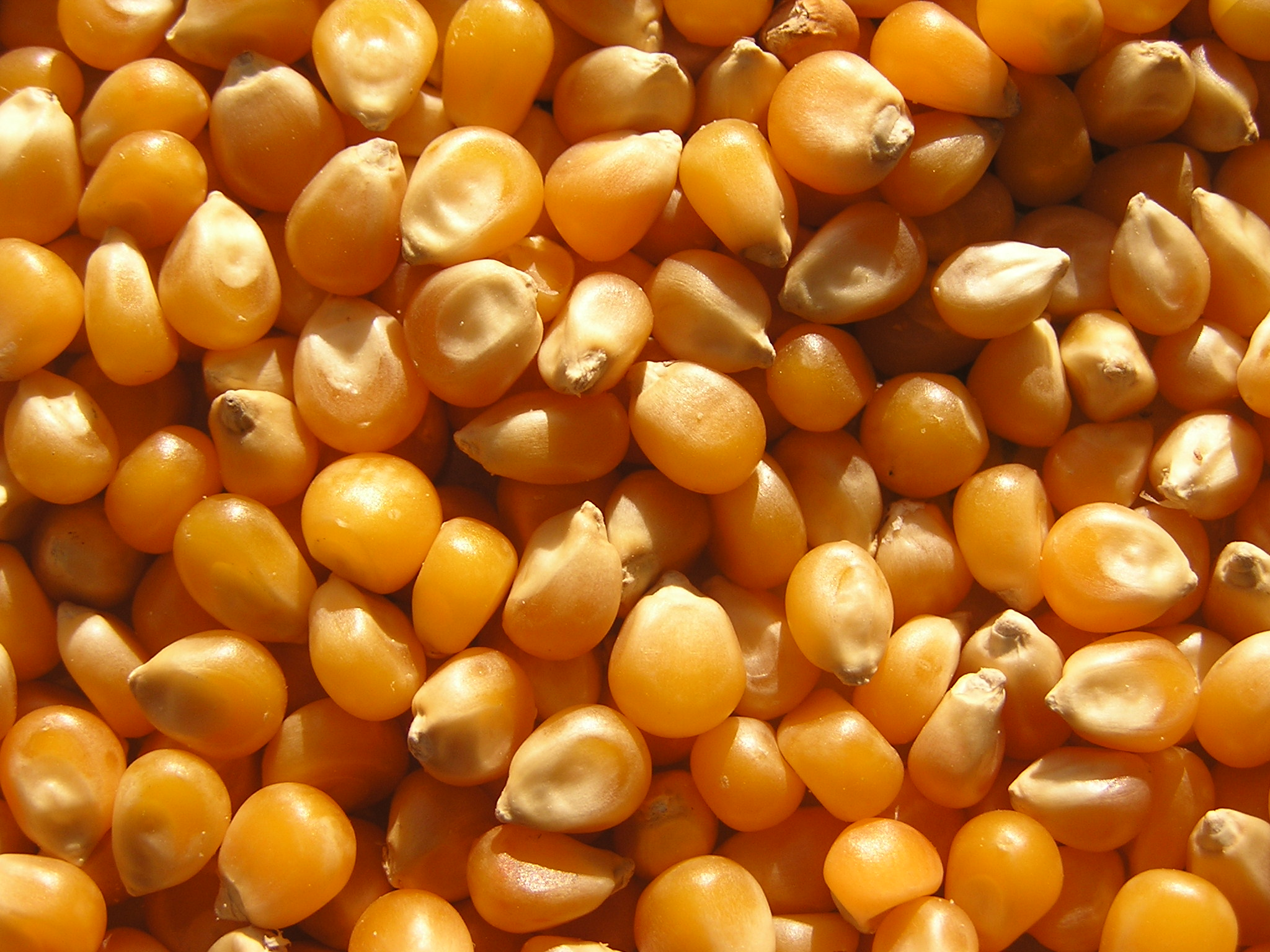
Ziarna kukurydzy przed uprażeniem

Popcorn (ang. popcorn), prażona kukurydza – przekąska z prażonych w wysokiej temperaturze ziaren kukurydzy, co powoduje ich „spuchnięcie” i wyrzucenie z wnętrza miękkiej, chrupiącej, białkowo-skrobiowej masy.

## Historia
Według odkryć archeologicznych na terenach obecnego Meksyku, prażenie kukurydzy mogło być jednym z pierwszych sposobów jej przyrządzania. Prażenie kukurydzy było znane także wśród Azteków, Inków i innych plemion Indian północnoamerykańskich. Na stanowiskach archeologicznych w Peru znaleziono resztki prażonej kukurydzy z 4700 roku p.n.e.
W Ameryce w XIX w. popcorn był podawany na śniadanie w formie „owsianki” czy „kaszki”, puddingów, ciast, a także jako dodatek do zup, sałatek i innych dań. Zmieszany z melasą był pierwowzorem słodkiej przekąski Cracker Jack. W USA w latach 80. XIX w. był popularną przekąską, a później stał się nieodłącznym elementem kin, a następnie seansów telewizyjnych w domu.

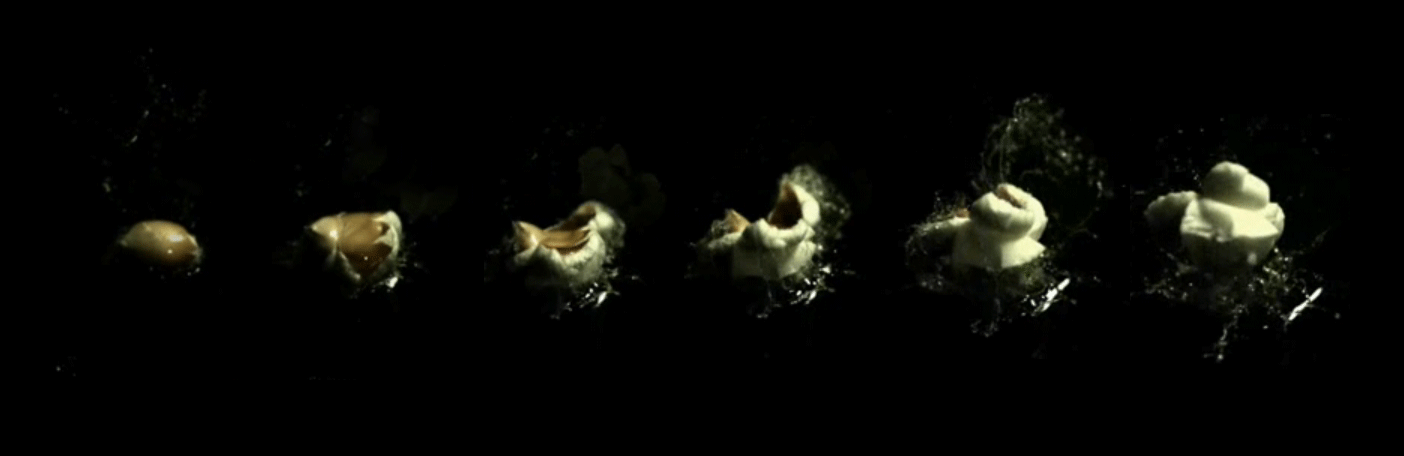
Proces puchnięcia ziaren kukurydzy

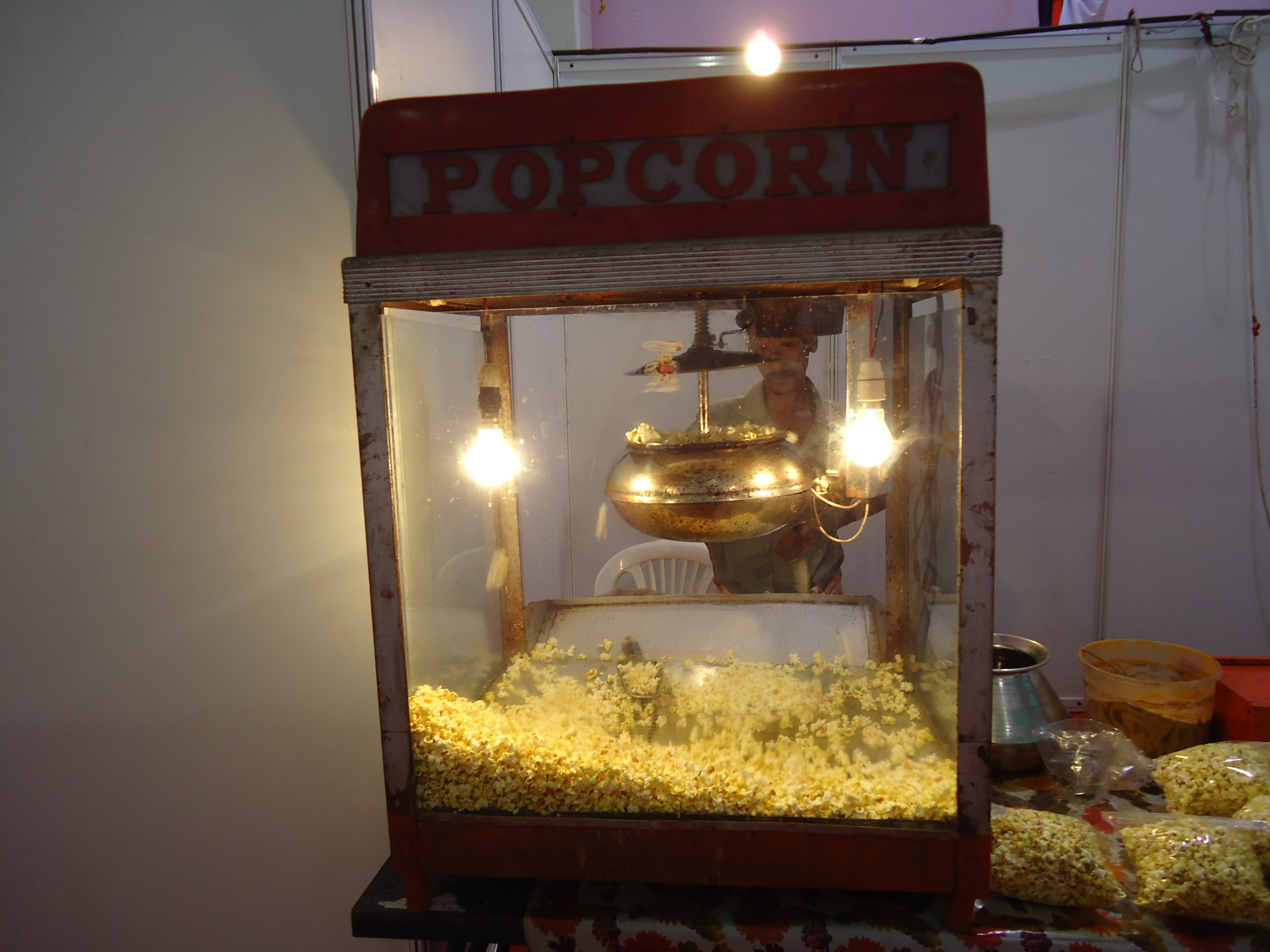
Komercyjna maszyna do robienia popcornu

## Prażenie
Zdolność do ekspandowania („puchnięcia”) pod wpływem prażenia posiada większość gatunków kukurydzy, ale najlepiej nadają się do tego wyselekcjonowane w tym celu odmiany. Zdolność ta związana jest z mniejszym ziarnem tych odmian, zawierającym jednocześnie więcej bielma. Także gęstsze upakowanie włókien celulozy w łupinach (perykarpie) takich nasion sprawia, że o wiele lepiej przewodzą one ciepło niż łupiny innych odmian, a także dzięki większej gęstości i grubości dłużej stawiają opór. Wskutek tego ciepło jest efektywniej przekazywane do wnętrza bielma, a także łupina dłużej utrzymuje rosnące ciśnienie wewnątrz ziarna.

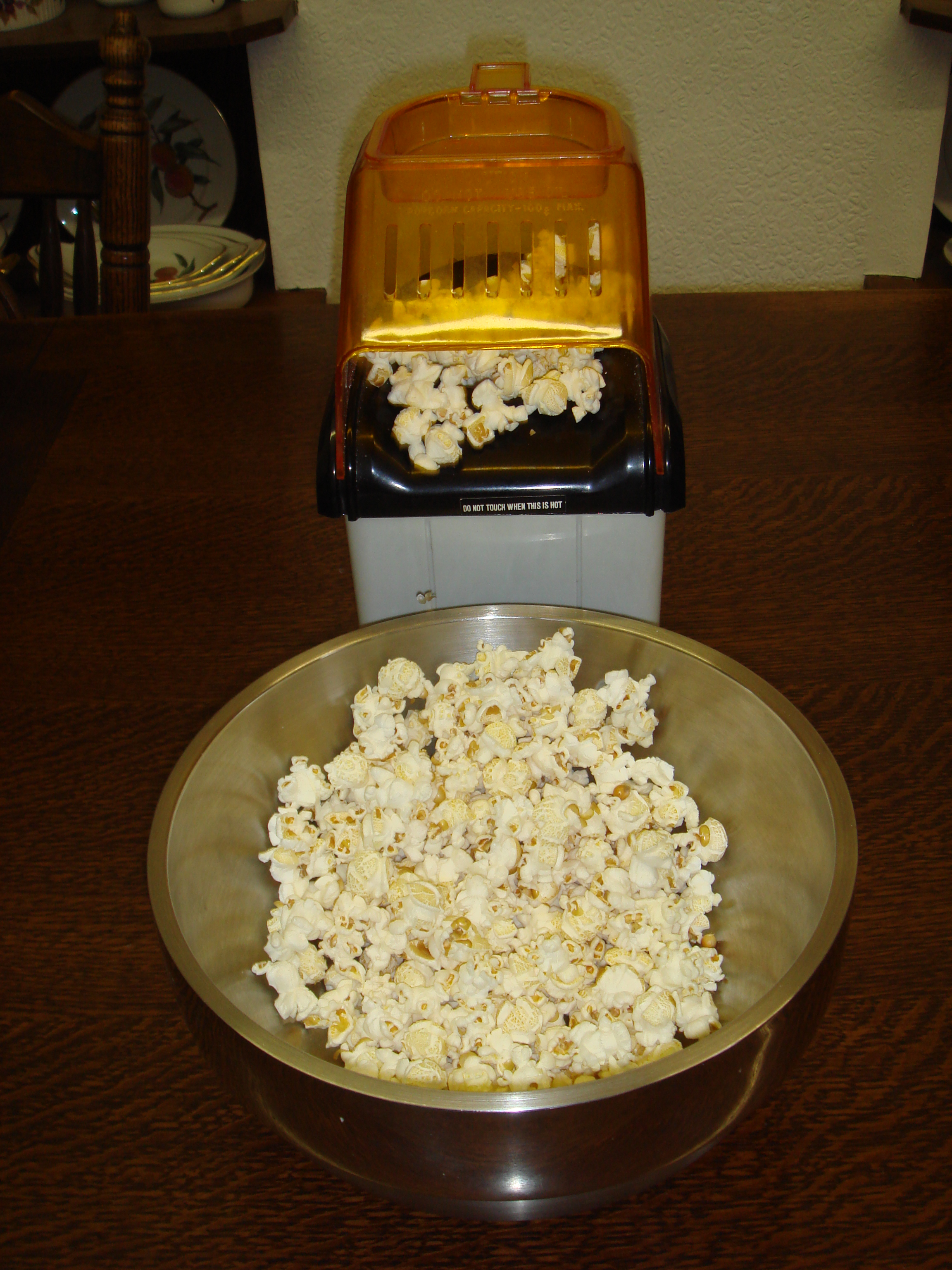
Domowa maszyna do popcornu działająca na gorące powietrze

Popcorn można przyrządzać w gorącym oleju, za pomocą urządzeń wykorzystujących gorące powietrze czy w kuchenkach mikrofalowych. W XXI wieku większość popcornu sprzedawana jest w postaci umożliwiającej przyrządzenie w kuchence mikrofalowej, gdzie istotnym elementem są odbijające i skupiające promieniowanie torby, w których zachodzi proces.
Popcorn ekspanduje najlepiej w temperaturze ok. 190 °C. Gdy temperatura wewnątrz ziarna osiągnie punkt wrzenia wody i przekroczy go, zawarte w bielmie białka i skrobia miękną, a woda zamienia się w parę, co dodatkowo zmiękcza skrobię. Para uwięziona w mikroporach skrobi wywiera coraz silniejsze ciśnienie na łupinę, aż ta pęka. Mikropory z parą gwałtownie rozszerzają się, powodując „puchnięcie” i wyrzucenie na zewnątrz ziarna białej, miękkiej masy skrobiowo-białkowej. Masa ochładzając się sztywnieje i staje się chrupiąca. Efekt ten jest zależny od szczelności naczynia w którym przeprowadza się proces. Szczelne naczynia, uniemożliwiające ucieczkę nagromadzonej pary, powodują, że bielmo przyrządzanych w nich ziaren zatrzymuje więcej wilgoci, co sprawia, że popcorn jest twardszy i mniej chrupki.